# Odynerus clypeatus
Odynerus clypeatus är en stekelart som beskrevs av Roberts 1901. Odynerus clypeatus ingår i släktet lergetingar, och familjen Eumenidae. Inga underarter finns listade i Catalogue of Life.